# Liste markanter und alter Baumexemplare in Berlin
Markante und alte Bäume in Berlin haben meist ein Alter zwischen 300 und 600 Jahren. Viele Dörfer haben sogenannte tausendjährige Eichen oder Linden, die bei näherer Untersuchung diesen Anspruch meist nicht erfüllen. Die Altersdaten beruhen meist auf Schätzung oder Überlieferung, nur wenige einzelne Bäume sind anhand von Quellen oder Kernbohrung verlässlich altersbestimmt (siehe auch Altersbestimmung von Bäumen). Darüber hinaus existieren einige Bäume, die schon deshalb besonders interessant sind, weil sie das älteste bekannt gewordene Exemplar einer Art oder das größte jemals bekannt gewordene Exemplar darstellen.
Siehe auch Kategorie Einzelbaum in Berlin.
| Bild                               | Name                                                    | Gattung/Art            | Stamm- umfang | Höhe (m)   | ungefähres Alter (Jahre) | Standort                                                             | Bezirk               | Besonderheiten                            |
| ---------------------------------- | ------------------------------------------------------- | ---------------------- | ------------- | ---------- | ------------------------ | -------------------------------------------------------------------- | -------------------- | ----------------------------------------- |
| weitere Bilder                     | Burgsdorff-Lärche                                       | Europäische Lärche     | 2,90 m        | 42,5       | 230 gepflanzt 1795       | Tegeler Forst, ca. 2 km westlich der Dicken Marie, am Mühlenweg Lage | Reinickendorf        | höchster Baum Berlins                     |
| weitere Bilder                     | Dicke Marie                                             | Stieleiche             | 6,65 m        | 15–16      | 500–600                  | Tegeler Forst Lage                                                   | Reinickendorf        | Naturdenkmal, seit 2021 Nationalerbe-Baum |
| Humboldteiche im Schlosspark Tegel | Humboldteiche                                           | Stieleiche             | 7,80 m        | 29         | 400–500                  | Schlosspark Tegel Lage                                               | Reinickendorf        | Naturdenkmal, dickster Baum Berlins       |
| weitere Bilder                     | Kaisereiche                                             | Stieleiche             | (ca.) 3,10 m  |            | 142 gepflanzt 1883       | Berlin-Friedenau Lage                                                | Tempelhof-Schöneberg | Naturdenkmal                              |
| Stiel-Eiche im Tierpark Berlin     | Stiel-Eiche im Tierpark Berlin, südöstlich Wisentgehege | Stiel-Eiche            | 6 m           | 18         | 700                      | Tierpark Berlin, Berlin-Friedrichsfelde Lage                         | Lichtenberg          | Naturdenkmal Nummer 11–33/B               |
| weitere Bilder                     | Trauerbuche                                             | Rotbuche               | (ca.) 2 m     | (ca.) 13,5 | 200                      | Berlin-Dahlem Lage                                                   | Steglitz-Zehlendorf  |                                           |
| weitere Bilder                     | Treskow-Platane                                         | Ahornblättrige Platane | 4,65 m        | 25         | 250                      | Berlin-Friedrichsfelde Lage                                          | Lichtenberg          | Naturdenkmal aus landeskundlichen Gründen |